# 진헌장

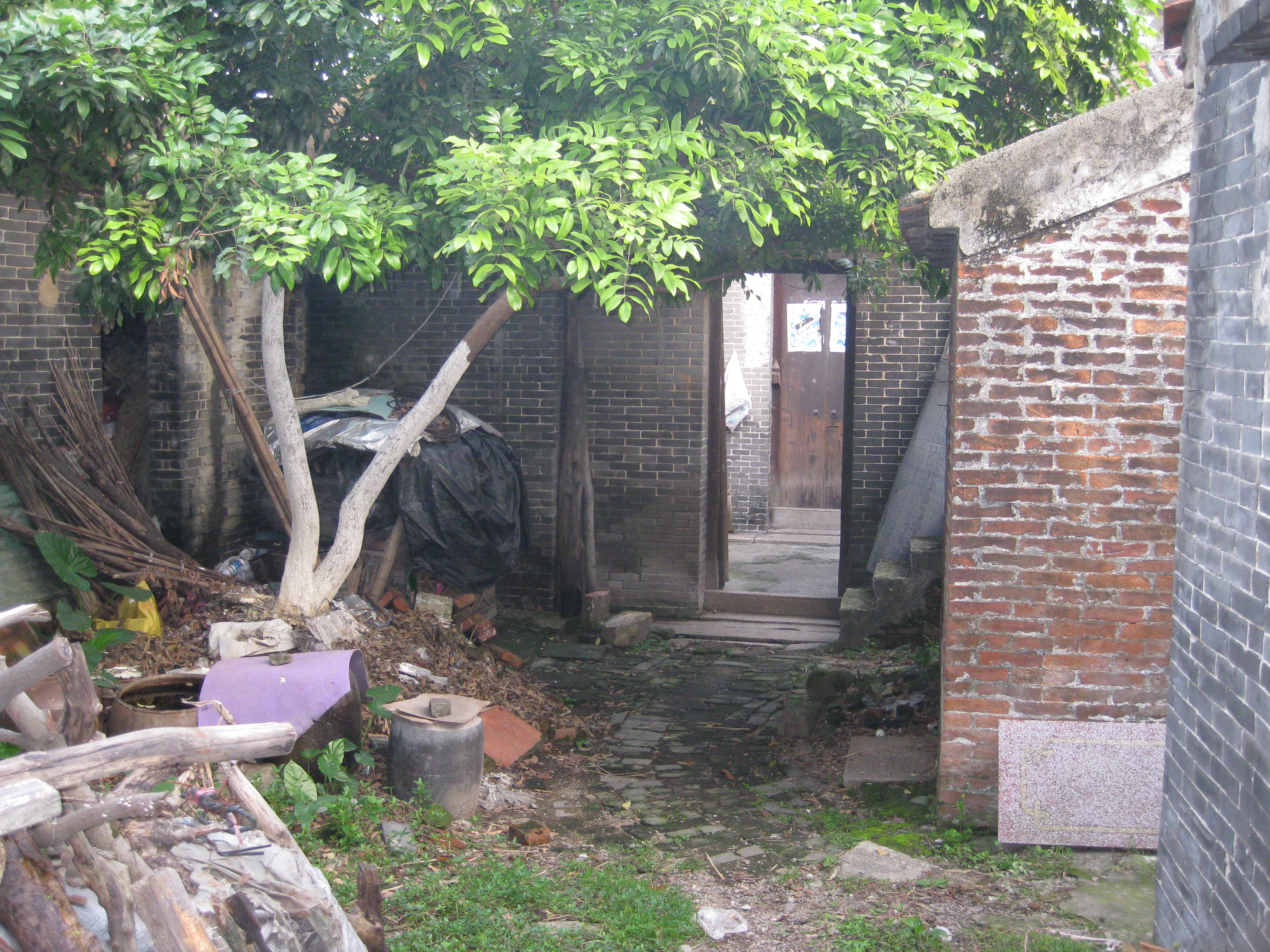
진헌장의 옛집

진헌장(중국어: 陳獻章, 자:공보(公甫), 호:백사(白沙)•석재(石齋), 시호:문공(文恭), 1428년 ~ 1500년)은 중국 명나라 사조(思潮)의 선구적 역할을 수행한 사상가이다.

## 생애
광동성(廣東省) 신회현(新會縣) 백사리(白沙里) 사람이므로 백사선생(白沙先生), 진백사(陳白沙) 등으로 호칭되었다. 신장은 8척, 눈빛은 별과 같았고, 우검(右瞼)에 일곱 개의 흑점이 있어 북두(北斗)와 같았다고 한다. 정통(正統) 12년(1447) 광동(廣東)의 향시(鄕試)에 합격, 다음해 중앙정부에서 행한 회시(會試)에 합격했다. 국자감(國子監)에 입학하여 다시 진사시험을 준비 중이었으나, 오강재(吳康齋, 1391-1469)에게 수학한 후 과거에 대한 의욕을 버렸다.

## 학문
그의 학문은 정좌(靜坐)를 주로 하는 것이었다. 성현의 유교(遺敎)를 구하여 침식을 잊은 채 책을 읽었지만 도리를 얻을 수가 없었다고 한다. 그것은 곧 마음과 이(理)가 하나로 되지 않기 때문이라는 것이다. 정좌(靜坐)에 의하여 물(物)이 이(理)를 체인(體認)하는 것만이 학문(學問)이라고 하였다. 명말(明末) 청초(淸初)의 학자인 황종희(黃宗羲)는 “명대(明代)의 학문은 백사(白沙)에 이르러서 비로소 정미(精微)한 데 들어갔다. 그 가장 중요한 공부는 함양(涵養)에 있다.……왕양명(王陽明)에 이르러 커졌다. 두 선생의 학문이 가장 가깝다고 하겠다"고 말하고 있다.